# Lagoa Formosa
Lagoa Formosa là một đô thị thuộc bang Minas Gerais, Brasil. Đô thị này có diện tích 844,539 km², dân số năm 2007 là 17069 người, mật độ 19,6 người/km².